# Cross Fire (Online igra)

## O igri
CrossFire (eng. unakrsna vatra) je videoigra koja je po žanru Multiplayer i pucačina iz prvog lica. Izdala ju je tvrtka Subagames. Od nje se kasnije odvojila tvrtka Z8games i od tada je CrossFire u njezinom vlasništvu.

## Sličnosti s drugim igrama
Ova igra je inspirirana jednom drugom igrom,Counter-Strike-om.Ispočetka su ove dvije igre bile vrlo slične.Igra Cross Fire se kasnije puno puta ažurirala i postajala sve više drugačija.Danas se Cross fire često netočno naziva kopijom Counter-strikea.Po ove dvije slike sa strane možemo vidjeti da ove igre i nisu toliko slične

## Gameplay
Igra sadrži 19 game modova